# Epigelasma herbuloti
Epigelasma herbuloti är en fjärilsart som beskrevs av Pierre E.L. Viette 1980. Epigelasma herbuloti ingår i släktet Epigelasma och familjen mätare. Inga underarter finns listade i Catalogue of Life.